# Муханки (присілок)
Муха́нки (рос. Муханки) — присілок у складі Дмитровського міського округу Московської області, Росія.

## Населення
Населення — 6 осіб (2010; 0 у 2002).